# Jean Joseph Gay
Pour les articles homonymes, voir Gay.
Jean Joseph Gay est un homme politique français né le 18 décembre 1768 à Mas-Grenier (Tarn-et-Garonne) et décédé le 6 novembre 1849 au même lieu.

## Biographie
Propriétaire, il est député de Tarn-et-Garonne en 1815, pendant les Cent-Jours.

## Sources
- Ressource relative à la vie publique :   - Base Sycomore
- « Jean Joseph Gay », dans Adolphe Robert et Gaston Cougny, Dictionnaire des parlementaires français, Edgar Bourloton, 1889-1891 [détail de l’édition]